# 去年の冬、きみと別れ
『去年の冬、きみと別れ』（きょねんのふゆ きみとわかれ）は、中村文則の小説。2013年9月26日に幻冬舎より刊行された。2014年（第11回）本屋大賞候補作。
2018年にこの本を原作とした実写映画が公開された。

## あらすじ
フリーライターの「僕」は、ある猟奇殺人事件の被告に面会に行く。
被告人である彼は二人の女性を殺した罪で死刑判決を受けていた。だが、犯行動機は不可解。事件の関係者も全員どこか歪んでいる。この異様さは何なのか? それは本当に殺人だったのか? 「僕」が真相に辿り着けないのは必然だった。なぜなら、この事件は・・・

## 登場人物
僕　
フリーライター。ある犯罪者に関する本を執筆する仕事に取り掛かっている。
木原坂雄大　
「僕」に取材されている犯罪者。35歳でアート写真専門のカメラマンを職業としながらも、主に祖父の遺産で生活をしている男。2人の女性を殺害し、裁判により死刑判決を受けている。
木原坂朱里　
木原坂雄大の姉。

## 書誌情報
- 去年の冬、きみと別れ（2013年9月26日、幻冬舎、ISBN 978-4-344-02457-1）
- 去年の冬、きみと別れ（2016年4月12日、幻冬舎文庫、ISBN 978-4-344-42467-8）

## 映画
2018年3月10日に公開。 主演は岩田剛典。

### キャスト
- 耶雲恭介 - 岩田剛典[5]
- 松田百合子 - 山本美月[5]
- 木原坂雄大 - 斎藤工[5]
- 木原坂朱里 - 浅見れいな[5]
- 吉岡亜希子 - 土村芳[5]
- 矢島健一
- 北川聡介 - Mummy-D
- 尾崎栄作 - 利重剛
- 加谷保 - 小林且弥
- 沢田幸吉 ‐ 山田明郷
- 武田徹 ‐ 堀内正美
- 林泰文
- 永倉大輔
- 佐伯 - 毎熊克哉
- 松田珠希
- 西田清美 ‐ 円城寺あや
- 西田 - でんでん
- 小林良樹 - 北村一輝[5]

### スタッフ
- 原作 - 中村文則『去年の冬、きみと別れ』（幻冬舎文庫）
- 監督 - 瀧本智行
- 脚本 - 大石哲也
- 音楽 - 上野耕路
- 主題歌 - m-flo「never」（rhythm zone / LDH MUSIC）[6]
- 劇中曲 - Emily Caroline「Make You Feel My Love」（ソニー・ミュージックパブリッシング）
- 製作総指揮 - 高橋雅美
- 製作 - 池田宏之、森広貴、見城徹、井上肇、大村英治、山本浩、髙橋誠、竹増貞信、吉川英作、荒波修、宮崎伸夫、久保田修
- エグゼクティブプロデューサー - 濱名一哉
- プロデューサー - 久保田修
- 共同プロデューサー - 田口生己、田中美幸
- アソシエイトプロデューサー - 加藤良治
- ラインプロデューサー - 大西洋志
- 撮影監督 - 河津太郎
- 美術 - 磯田典宏
- 録音 - 高野泰雄
- GAFFER - 小林仁
- 装飾 - 酒井拓磨
- 編集 - 高橋信之
- スクリプター - 北濱優佳
- 衣装 - 高橋さやか
- ヘアメイク - 細倉明日歌
- 音響効果 - 柴崎憲治、赤澤勇二
- VFXプロデューサー - 道木伸隆
- DIプロデューサー / カラーグレーダー - 齋藤精二
- 助監督 - 李相國
- 制作担当 - 曽根晋
- 企画開発協力 - 西口典子
- 特殊造形・特殊メイク - 西村喜廣、下畑和秀
- キャスティング協力 - 杉野剛
- アシスタントプロデューサー - 坂井清子、甲斐有紀子
- 劇中写真・フォトグラファー監修 - 宮原夢画
- 視覚障害者監修 - 東京視覚障害者生活支援センター、石田由香里（NPO法人フリー・ザ・チルドレン・ジャパン）
- 蝶監修 - 日本チョウ類保全協会、中村康弘、永幡嘉之
- 警察監修 - 古谷謙一
- 音楽プロデューサー - 安井輝
- 宣伝統括 - 出目宏
- 営業統括 - 山田邦雄
- 宣伝プロデューサー - 林直樹
- 制作プロダクション - C&Iエンタテインメント
- 製作幹事・配給 - ワーナー・ブラザース映画
- 製作 - 映画「去年の冬、きみと別れ」製作委員会（ワーナー・ブラザース映画、LDH JAPAN、幻冬舎、パルコ、WOWOW、博報堂、KDDI、株式会社ローソン、日本出版販売、GYAO、朝日新聞社、C&Iエンタテインメント）